# Mistrzostwa Azji w Piłce Ręcznej Kobiet 2024
Mistrzostwa Azji w Piłce Ręcznej Kobiet 2024 – dwudzieste mistrzostwa Azji w piłce ręcznej kobiet, oficjalny międzynarodowy turniej piłki ręcznej o randze mistrzostw kontynentu organizowany przez AHF mający na celu wyłonienie najlepszej żeńskiej reprezentacji narodowej w Azji. Odbędzie się w dniach 1–12 grudnia 2024 roku w Nowym Delhi. Tytułu zdobytego w 2022 roku broniła reprezentacja Korei Południowej. Mistrzostwa były jednocześnie eliminacjami do MŚ 2025.
Kazachstan otrzymał prawa do organizacji turnieju na początku czerwca 2024 roku, postanawiając zorganizować go w największym mieście tego kraju – Ałmaty. Losowanie grup zaplanowano na 22 września, a dziesięć zgłoszonych drużyn zostało podzielonych na pięć koszyków. Dzień przed nim ogłoszono, że zostanie ono przełożone, w październiku zawody zostały przeniesione do Indii, a nowy termin losowania z udziałem dziewięciu reprezentacji wyznaczony na 18 października. Ostatecznie przystąpiło do niego osiem zespołów i w jego wyniku powstały dwie czterozespołowe grupy – rywalizujące w pierwszej fazie systemem kołowym w ramach grup, po czym czołowa dwójka z każdej z nich awansowała do półfinałów, pozostałe drużyny zmierzyły się zaś w walce o poszczególne miejsca.
Zgodnie z przedturniejowymi przewidywaniami do półfinałów – uzyskując tym samym awans na mistrzostwa świata – awansowały typowane zespoły, a w szóstym finale z rzędu spotkały się Korea Południowa i Japonia. Tym razem jednak po wyrównanym pojedynku górą okazały się Japonki, zdobywając swój drugi tytuł w historii, brąz po zwycięstwie nad Iranem zdobył zaś Kazachstan.

## Faza grupowa

### Grupa A
| 3 grudnia 202412:00 | Chiny | 26:28(12:11) | Kazachstan | Indira Gandhi Arena, Nowe Delhi Sędzia: Gheisarian, Gheisarian |
| 3 grudnia 202412:00 |       | 26:28(12:11) |            | Indira Gandhi Arena, Nowe Delhi Sędzia: Gheisarian, Gheisarian |

| 3 grudnia 202416:00 | Korea Południowa | 47:5(22:2) | Singapur | Indira Gandhi Arena, Nowe Delhi Sędzia: Mozafari, Mazaheri |
| 3 grudnia 202416:00 |                  | 47:5(22:2) |          | Indira Gandhi Arena, Nowe Delhi Sędzia: Mozafari, Mazaheri |

| 4 grudnia 202412:00 | Singapur | 10:47(6:22) | Chiny | Indira Gandhi Arena, Nowe Delhi Sędzia: Al-Wahibi, Al-Shahi |
| 4 grudnia 202412:00 |          | 10:47(6:22) |       | Indira Gandhi Arena, Nowe Delhi Sędzia: Al-Wahibi, Al-Shahi |

| 4 grudnia 202416:00 | Kazachstan | 20:30(10:17) | Korea Południowa | Indira Gandhi Arena, Nowe Delhi Sędzia: Al-Naseem, Al-Enezi |
| 4 grudnia 202416:00 |            | 20:30(10:17) |                  | Indira Gandhi Arena, Nowe Delhi Sędzia: Al-Naseem, Al-Enezi |

| 6 grudnia 202412:00 | Kazachstan | 38:7(23:4) | Singapur | Indira Gandhi Arena, Nowe Delhi Sędzia: Mozafari, Mazaheri |
| 6 grudnia 202412:00 |            | 38:7(23:4) |          | Indira Gandhi Arena, Nowe Delhi Sędzia: Mozafari, Mazaheri |

| 6 grudnia 202416:00 | Korea Południowa | 25:14(15:9) | Chiny | Indira Gandhi Arena, Nowe Delhi Sędzia: Gheisarian, Gheisarian |
| 6 grudnia 202416:00 |                  | 25:14(15:9) |       | Indira Gandhi Arena, Nowe Delhi Sędzia: Gheisarian, Gheisarian |

### Grupa B
| 3 grudnia 202414:00 | Japonia | 34:14(15:5) | Iran | Indira Gandhi Arena, Nowe Delhi Sędzia: Al-Naseem, Al-Enezi |
| 3 grudnia 202414:00 |         | 34:14(15:5) |      | Indira Gandhi Arena, Nowe Delhi Sędzia: Al-Naseem, Al-Enezi |

| 3 grudnia 202418:00 | Indie | 31:28(16:10) | Hongkong | Indira Gandhi Arena, Nowe Delhi Sędzia: Razakbergenova, Allayarova |
| 3 grudnia 202418:00 |       | 31:28(16:10) |          | Indira Gandhi Arena, Nowe Delhi Sędzia: Razakbergenova, Allayarova |

| 4 grudnia 202414:00 | Hongkong | 6:47(3:27) | Japonia | Indira Gandhi Arena, Nowe Delhi Sędzia: Kang, Li |
| 4 grudnia 202414:00 |          | 6:47(3:27) |         | Indira Gandhi Arena, Nowe Delhi Sędzia: Kang, Li |

| 4 grudnia 202418:00 | Iran | 32:30(16:15) | Indie | Indira Gandhi Arena, Nowe Delhi Sędzia: Ismoilov, Ismoilov |
| 4 grudnia 202418:00 |      | 32:30(16:15) |       | Indira Gandhi Arena, Nowe Delhi Sędzia: Ismoilov, Ismoilov |

| 6 grudnia 202414:00 | Iran | 26:17(14:9) | Hongkong | Indira Gandhi Arena, Nowe Delhi Sędzia: Al-Wahibi, Al-Shahi |
| 6 grudnia 202414:00 |      | 26:17(14:9) |          | Indira Gandhi Arena, Nowe Delhi Sędzia: Al-Wahibi, Al-Shahi |

| 6 grudnia 202418:00 | Indie | 15:48(8:29) | Japonia | Indira Gandhi Arena, Nowe Delhi Sędzia: Razakbergenova, Allayarova |
| 6 grudnia 202418:00 |       | 15:48(8:29) |         | Indira Gandhi Arena, Nowe Delhi Sędzia: Razakbergenova, Allayarova |

## Faza pucharowa

### Mecze o miejsca 1–4
|  |                  |                  |           |                   |    |                  |                  |       |
|  | Półfinały        | Półfinały        | Półfinały |                   |    | Finał            | Finał            | Finał |
|  | Półfinały        | Półfinały        | Półfinały |                   |    | Finał            | Finał            | Finał |
|  | 8 grudnia        |                  |           |                   |    |                  |                  |       |
|  |                  |                  |           |                   |    |                  |                  |       |
|  | Korea Południowa | Korea Południowa | 33        |                   |    |                  |                  |       |
|  | Korea Południowa | Korea Południowa | 33        | 10 grudnia        |    |                  |                  |       |
|  | Iran             | Iran             | 20        |                   |    |                  |                  |       |
|  | Iran             | Iran             | 20        |                   |    | Korea Południowa | Korea Południowa | 24    |
|  | 8 grudnia        |                  |           |                   |    | Korea Południowa | Korea Południowa | 24    |
|  |                  |                  | Japonia   | Japonia           | 25 |                  |                  |       |
|  | Japonia          | Japonia          | Japonia   | Japonia           | 25 | 30               |                  |       |
|  | Japonia          | Japonia          |           |                   |    |                  |                  |       |
|  | Kazachstan       | Kazachstan       | 23        |                   |    |                  |                  |       |
|  | Kazachstan       | Kazachstan       | 23        | Mecz o 3. miejsce |    |                  |                  |       |
|  |                  |                  |           |                   |    |                  |                  |       |
|  | 10 grudnia       |                  |           |                   |    |                  |                  |       |
|  |                  |                  |           |                   |    |                  |                  |       |
|  | Iran             | Iran             | 22        |                   |    |                  |                  |       |
|  | Iran             | Iran             | 22        |                   |    |                  |                  |       |
|  | Kazachstan       | Kazachstan       | 28        |                   |    |                  |                  |       |
|  | Kazachstan       | Kazachstan       | 28        |                   |    |                  |                  |       |

| 8 grudnia 202416:00 | Korea Południowa | 33:20(16:8) | Iran | Indira Gandhi Arena, Nowe Delhi Sędzia: Kang, Li |
| 8 grudnia 202416:00 |                  | 33:20(16:8) |      | Indira Gandhi Arena, Nowe Delhi Sędzia: Kang, Li |

| 8 grudnia 202418:00 | Japonia | 30:23(15:14) | Kazachstan | Indira Gandhi Arena, Nowe Delhi Sędzia: Al-Wahibi, Al-Shahi |
| 8 grudnia 202418:00 |         | 30:23(15:14) |            | Indira Gandhi Arena, Nowe Delhi Sędzia: Al-Wahibi, Al-Shahi |

| 10 grudnia 202416:00 | Iran | 22:28(10:13) | Kazachstan | Indira Gandhi Arena, Nowe Delhi Sędzia: Al-Naseem, Al-Enezi |
| 10 grudnia 202416:00 |      | 22:28(10:13) |            | Indira Gandhi Arena, Nowe Delhi Sędzia: Al-Naseem, Al-Enezi |

| 10 grudnia 202418:00 | Korea Południowa | 24:25(12:9) | Japonia | Indira Gandhi Arena, Nowe Delhi Sędzia: Ismoilov, Ismoilov |
| 10 grudnia 202418:00 |                  | 24:25(12:9) |         | Indira Gandhi Arena, Nowe Delhi Sędzia: Ismoilov, Ismoilov |

### Mecze o miejsca 5–8
|  |                        |                        |                        |                   |    |                   |                   |                   |
|  | Półfinały o 5. miejsce | Półfinały o 5. miejsce | Półfinały o 5. miejsce |                   |    | Mecz o 5. miejsce | Mecz o 5. miejsce | Mecz o 5. miejsce |
|  | Półfinały o 5. miejsce | Półfinały o 5. miejsce | Półfinały o 5. miejsce |                   |    | Mecz o 5. miejsce | Mecz o 5. miejsce | Mecz o 5. miejsce |
|  | 8 grudnia              |                        |                        |                   |    |                   |                   |                   |
|  |                        |                        |                        |                   |    |                   |                   |                   |
|  | Chiny                  | Chiny                  | 38                     |                   |    |                   |                   |                   |
|  | Chiny                  | Chiny                  | 38                     | 10 grudnia        |    |                   |                   |                   |
|  | Hongkong               | Hongkong               | 14                     |                   |    |                   |                   |                   |
|  | Hongkong               | Hongkong               | 14                     |                   |    | Chiny             | Chiny             | 41                |
|  | 8 grudnia              |                        |                        |                   |    | Chiny             | Chiny             | 41                |
|  |                        |                        | Indie                  | Indie             | 30 |                   |                   |                   |
|  | Indie                  | Indie                  | Indie                  | Indie             | 30 | 35                |                   |                   |
|  | Indie                  | Indie                  |                        |                   |    |                   |                   |                   |
|  | Singapur               | Singapur               | 22                     |                   |    |                   |                   |                   |
|  | Singapur               | Singapur               | 22                     | Mecz o 3. miejsce |    |                   |                   |                   |
|  |                        |                        |                        |                   |    |                   |                   |                   |
|  | 10 grudnia             |                        |                        |                   |    |                   |                   |                   |
|  |                        |                        |                        |                   |    |                   |                   |                   |
|  | Hongkong               | Hongkong               | 33                     |                   |    |                   |                   |                   |
|  | Hongkong               | Hongkong               | 33                     |                   |    |                   |                   |                   |
|  | Singapur               | Singapur               | 18                     |                   |    |                   |                   |                   |
|  | Singapur               | Singapur               | 18                     |                   |    |                   |                   |                   |

| 8 grudnia 202412:00 | Chiny | 38:14(19:7) | Hongkong | Indira Gandhi Arena, Nowe Delhi Sędzia: Mozafari, Mazaheri |
| 8 grudnia 202412:00 |       | 38:14(19:7) |          | Indira Gandhi Arena, Nowe Delhi Sędzia: Mozafari, Mazaheri |

| 8 grudnia 202414:00 | Indie | 35:22(20:14) | Singapur | Indira Gandhi Arena, Nowe Delhi Sędzia: Razakbergenova, Allayarova |
| 8 grudnia 202414:00 |       | 35:22(20:14) |          | Indira Gandhi Arena, Nowe Delhi Sędzia: Razakbergenova, Allayarova |

| 10 grudnia 202412:00 | Hongkong | 33:18(18:9) | Singapur | Indira Gandhi Arena, Nowe Delhi Sędzia: Kang, Li |
| 10 grudnia 202412:00 |          | 33:18(18:9) |          | Indira Gandhi Arena, Nowe Delhi Sędzia: Kang, Li |

| 10 grudnia 202414:00 | Chiny | 41:30(23:15) | Indie | Indira Gandhi Arena, Nowe Delhi Sędzia: Gheisarian, Gheisarian |
| 10 grudnia 202414:00 |       | 41:30(23:15) |       | Indira Gandhi Arena, Nowe Delhi Sędzia: Gheisarian, Gheisarian |

## Klasyfikacja końcowa
| Miejsce | Reprezentacja    | Uwagi          |
| ------- | ---------------- | -------------- |
| złoto   | Japonia          | awans: MŚ 2025 |
| srebro  | Korea Południowa | awans: MŚ 2025 |
| brąz    | Kazachstan       | awans: MŚ 2025 |
| 4       | Iran             | awans: MŚ 2025 |
| 5       | Chiny            | –              |
| 6       | Indie            | –              |
| 7       | Hongkong         | –              |
| 8       | Singapur         | –              |

## Nagrody indywidualne
| Najlepsza bramkarka | Najlepsza lewoskrzydłowa | Najlepsza lewa rozgrywająca | Najlepsza środkowa rozgrywająca | Najlepsza prawa rozgrywająca | Najlepsza prawoskrzydłowa | Najlepsza obrotowa | MVP |
| ------------------- | ------------------------ | --------------------------- | ------------------------------- | ---------------------------- | ------------------------- | ------------------ | --- |
|                     |                          |                             |                                 |                              |                           |                    |     |